# 1994年冬季残疾人奥林匹克运动会英国代表团
1994年冬季残疾人奥林匹克运动会英国代表团是英国派出的1994年冬季残疾人奥林匹克运动会代表团。获得5枚铜牌。